# Franz Wipplinger (NS-Opfer)

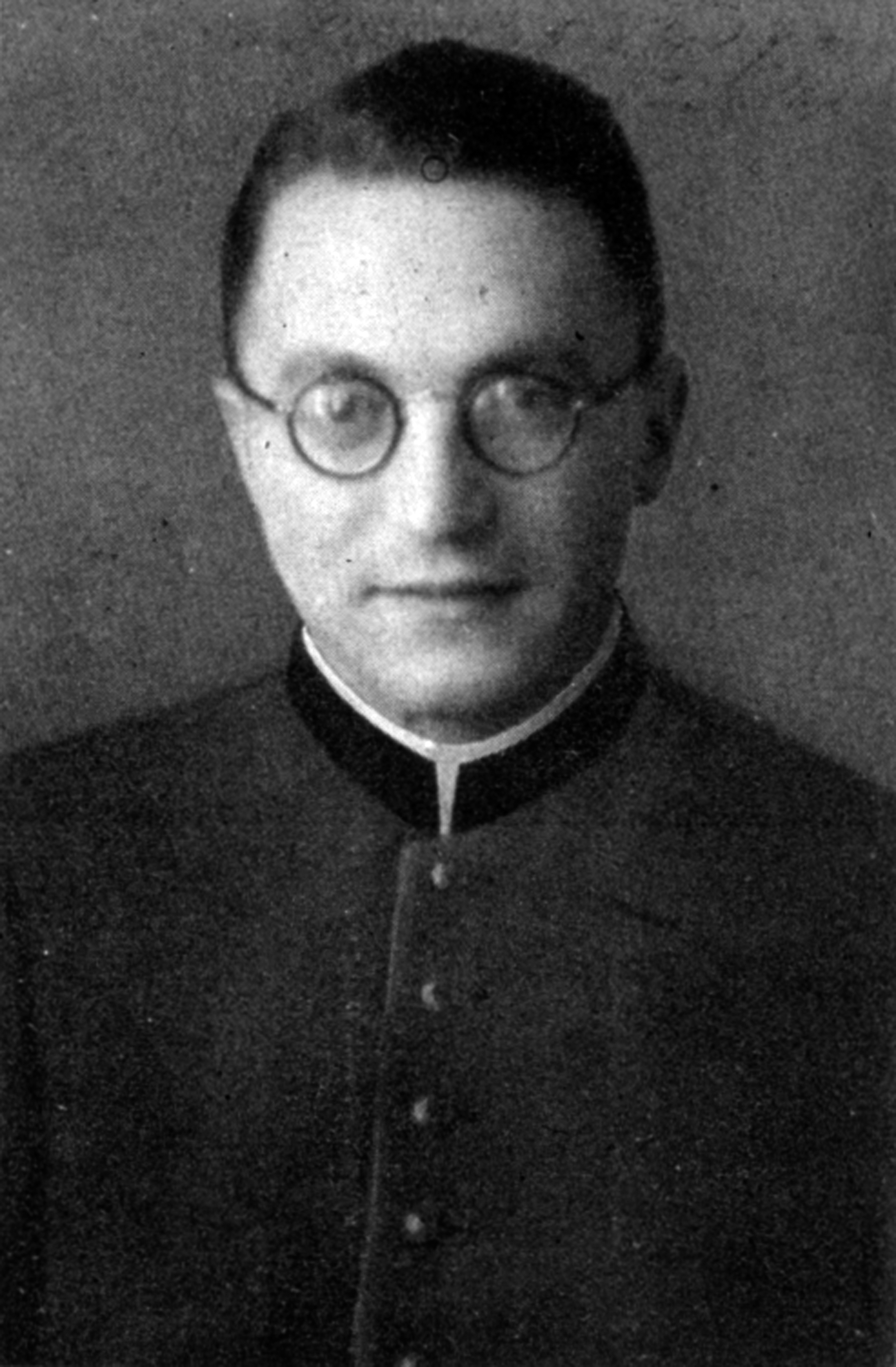
Franz Wipplinger

Franz Wipplinger (* 10. Januar 1915 in München; † 24. Oktober 1944 hingerichtet in Berlin) war Priesteramtskandidat für das Erzbistum München und Freising und wird als Glaubenszeuge im Deutschen Martyrologium des 20. Jahrhunderts geführt.

## Leben
Wipplinger wuchs bei seinen Eltern in der Münchener Isarvorstadt in der Pfarrei St. Anton auf. Er besuchte die Volksschule an der Tumblingerstraße, dann das Theresiengymnasium. Sein Abitur legte er 1937 im Seminar für Spätberufene ab, das zu dieser Zeit im Schloss Fürstenried untergebracht war. Anschließend trat er ins Priesterseminar ein und studierte in Freising Philosophie und Theologie.
Nachdem er 1937 bereits seinen Arbeitsdienst geleistet hatte, wurde er zu Kriegsbeginn zum Heer einberufen. Seine Beförderungslaufbahn führte ihn 1941 zum Unteroffizier. Er wurde am 6. April 1942 im Osten schwer verwundet und daraufhin mit dem Sturmabzeichen ausgezeichnet. Nach seiner Genesung war er als Schreiber in verschiedenen Stabsstellen des Heeres eingesetzt.

## Verhaftung und Hinrichtung

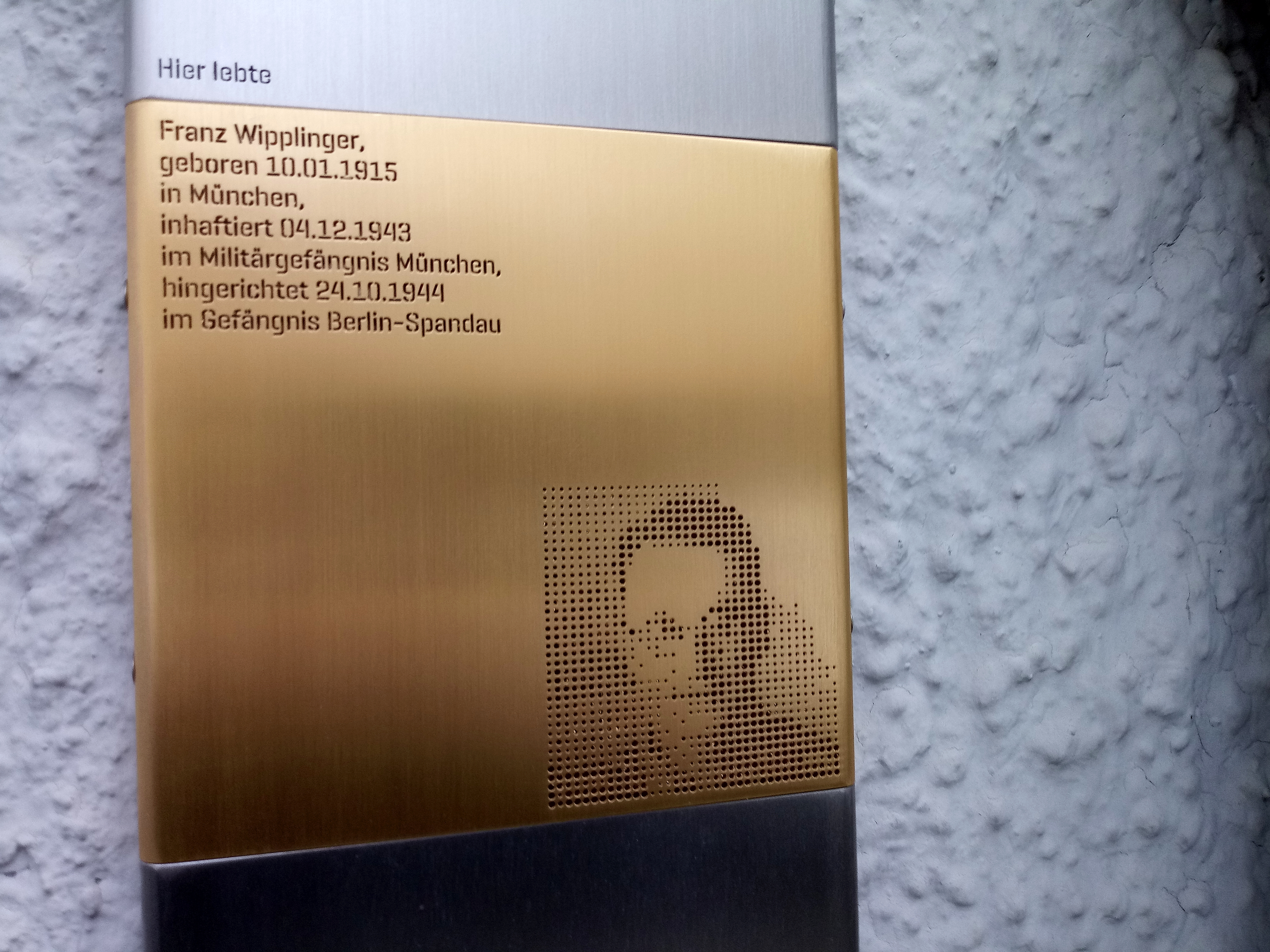
Erinnerungszeichen an Franz Wipplingers ehemaligem Wohnhaus in der Maistraße 31 in München

Im Archiv des Erzbistums München und Freising sind etliche Briefe erhalten, aus denen große Betroffenheit über den Krieg spricht. Zum Verhängnis wurde ihm sein Tagebuch, das durch Denunziation bekannt wurde. Dort bekundete er die Hoffnung, dass sich „trotz aller Stumpfheit, Massenpsychose und Furchtsamkeit der Deutschen das geknechtete Gewissen … rührt und Sorge, Vernunft und radikale Ablehnung lauter und lauter werden“ (Eintrag zum 28. August 1943).
Wipplinger war nach seiner Verhaftung am 4. Dezember 1943 zur Untersuchungshaft ins Militärgefängnis nach München gebracht worden. In den Vernehmungsakten ist vermerkt, dass bei Wipplinger „feindliche Flugblätter mit staatsgefährlichem und zersetzendem Inhalt“ gefunden worden seien „und dass er Nachrichten von Feindsendern wiederholt abgehört hat“. Das Tagebuch lässt erkennen, dass Wipplinger die Flugblätter der „Weißen Rose“ gekannt haben muss. Vom Feld-Kriegs-Gericht des Zentralgerichts des Heeres Berlin wurde Franz Wipplinger am 31. August 1944 wegen Zersetzung der Wehrkraft zum Tod verurteilt. Die Hinrichtung wurde am 24. Oktober 1944 in Berlin-Spandau vollzogen.
Die sterblichen Überreste wurden später nach München überführt und im Grab seiner Schwester Anni Wipplinger auf dem Münchener Waldfriedhof beigesetzt. Diese Schwester war es, die Wipplingers brieflichen Kontakt mit dem Priesterseminar auch nach seiner Verhaftung und Hinrichtung fortgesetzt hat. Daher ist das Gedenken an Franz Wipplinger bis heute wach geblieben.

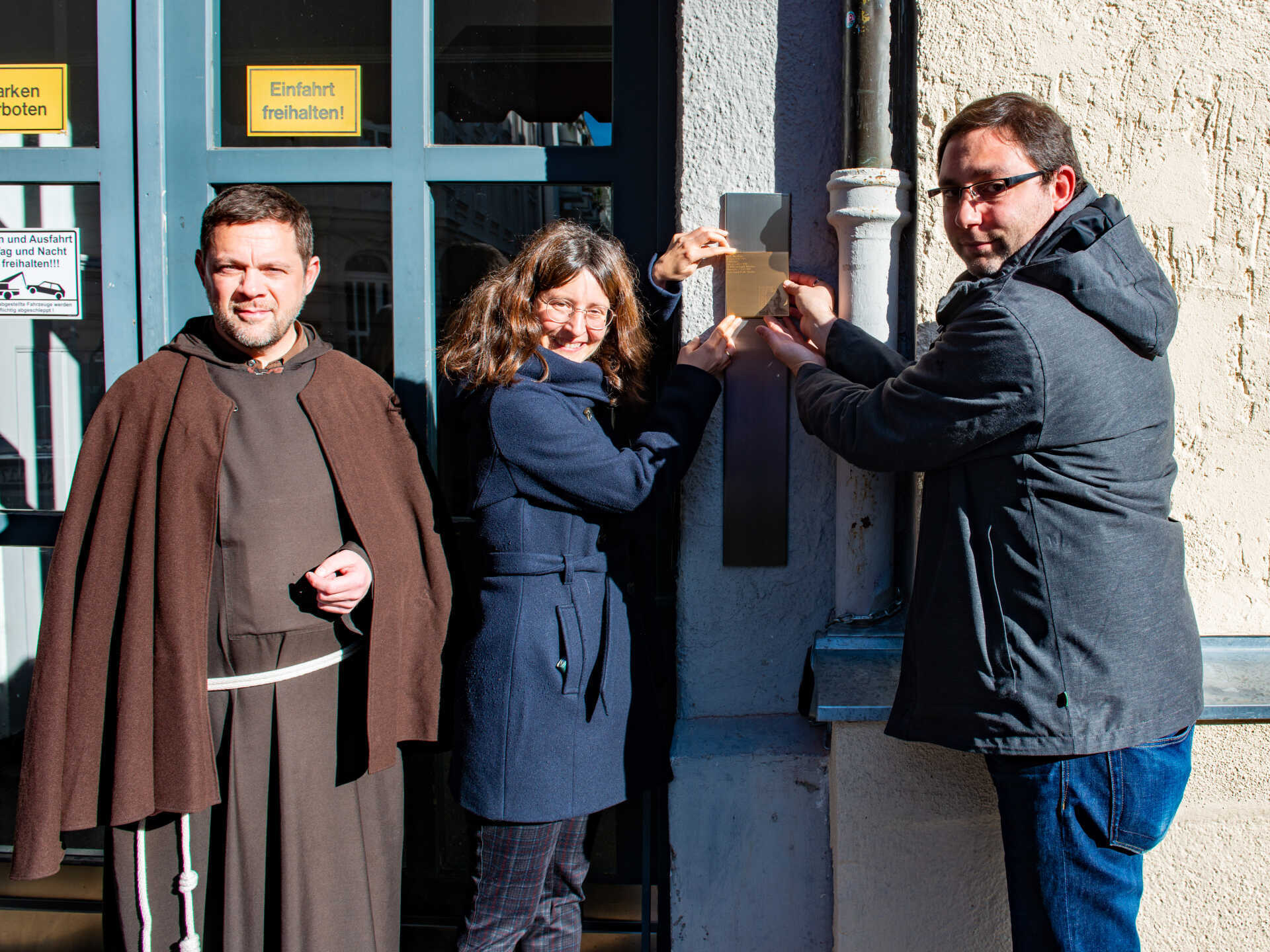
Anbringung Erinnerungszeichen für Franz Wipplinger Maistr. 31 München – 4.10.2022 – v. l. n. r. – Br. Thomas Schied, Pfarrverband Isarvorstadt, Pastoralreferentin Judith Einsiedel, Erzdiözese München Freising, Stadtrat Stefan Jagel in Vertretung des Oberbürgermeisters

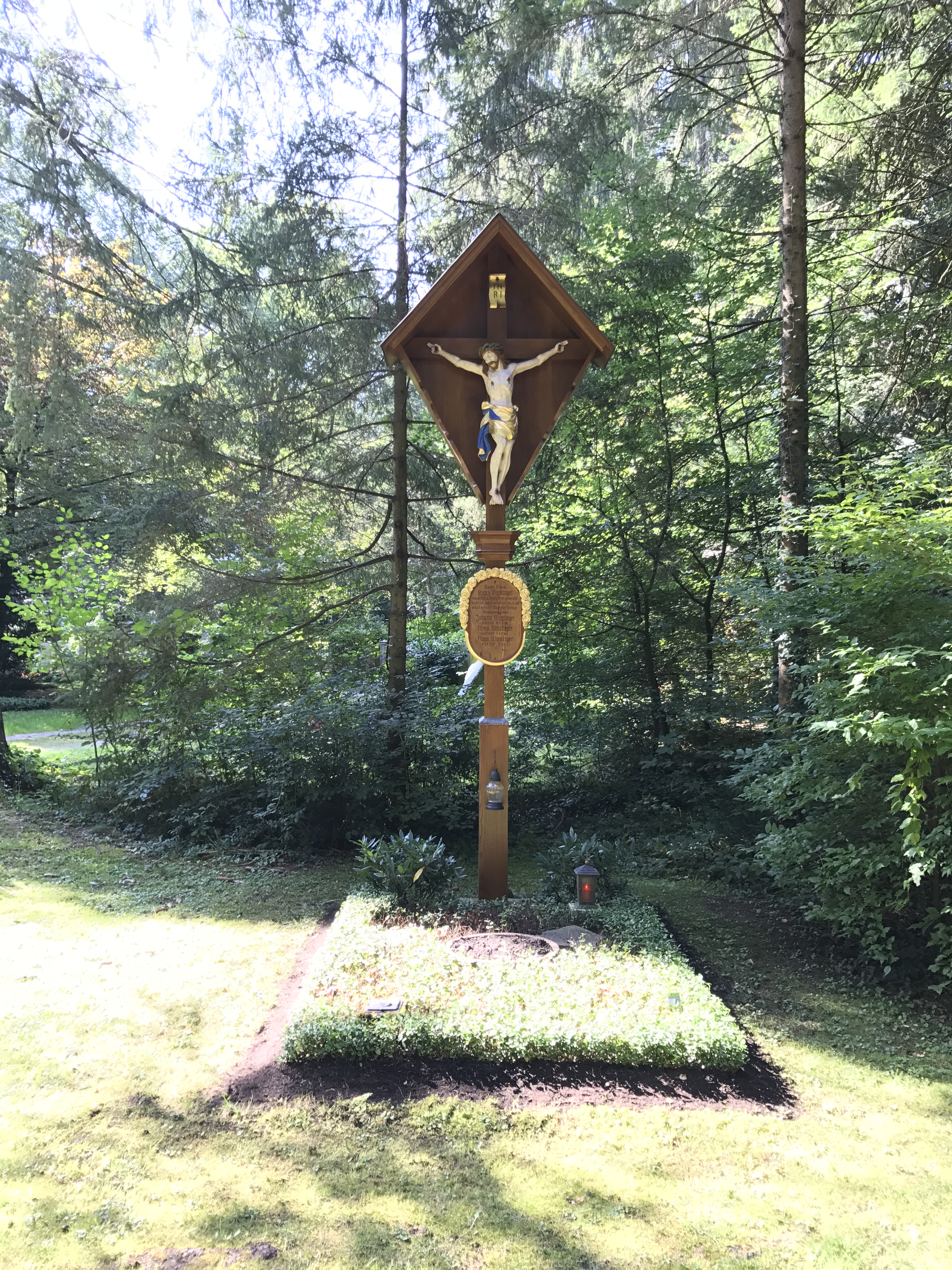
Franz Wipplingers Familiengrab

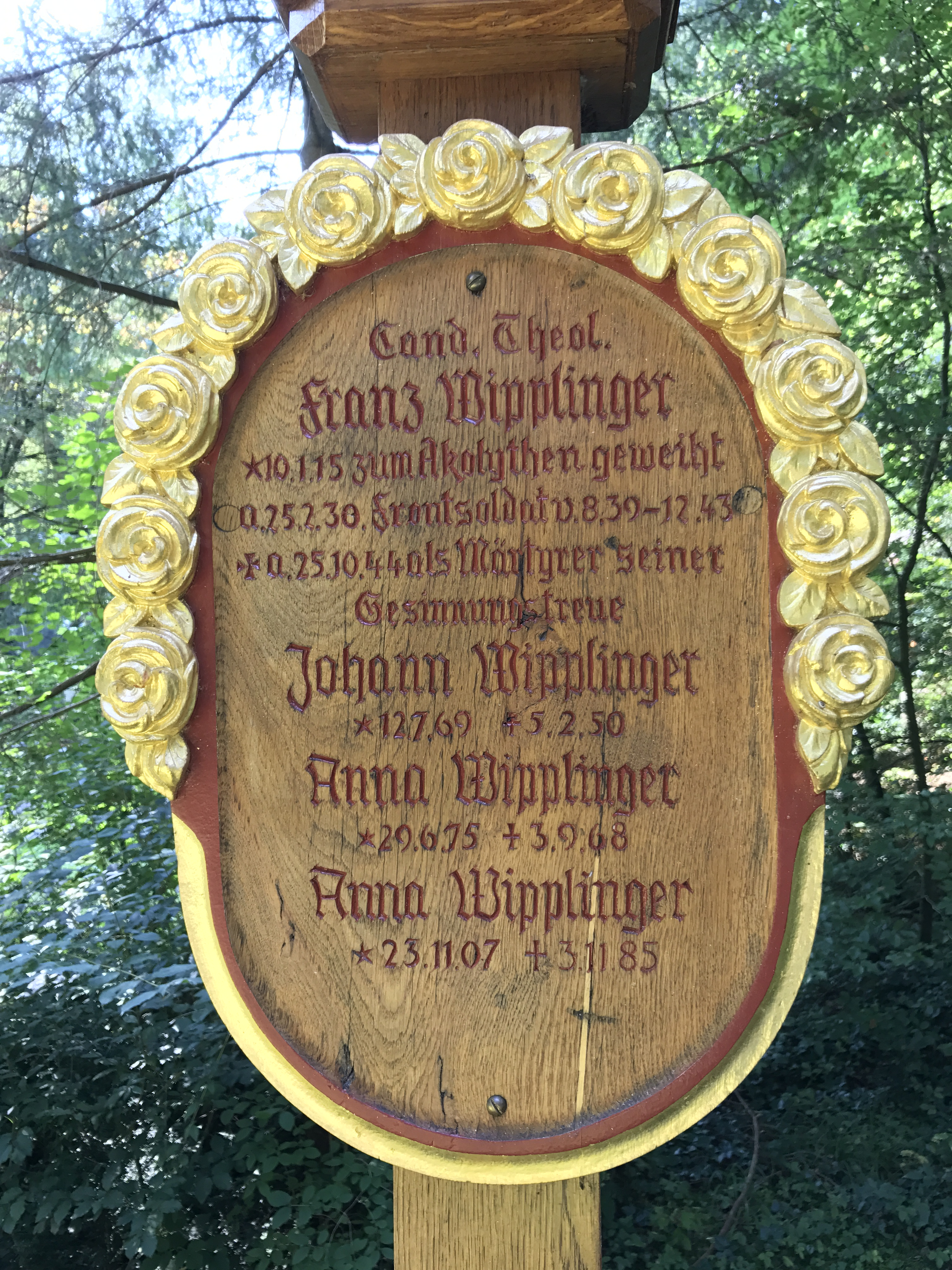
Texttafel des Familiengrabs

## Gedenken
Die katholische Kirche hat Franz Wipplinger als Glaubenszeugen in das deutsche Martyrologium des 20. Jahrhunderts aufgenommen.
Im Priesterseminar München ist ein Zimmer nach ihm benannt.
Im Oktober 2022 wurde im Rahmen des Projekts Erinnerungszeichen für Opfer des NS-Regimes in München an Franz Wipplingers ehemaligem Wohnhaus in der Maistraße 31 in München eine Gedenktafel für ihn angebracht.
Zum 110. Geburtstag im Januar 2025 beging die Gemeinde des Pfarrverbands Isarvorstadt das Gedenken mit einem Kerzengang vom ehemaligen Wohnort in der Maistrasse 32 zur Antoniuskirche und mit einem sich anschließenden Gedenkgottesdienst.